# Kogelspinnen
Kogelspinnen (Theridiidae) zijn een familie van spinnen waarvan in Nederland en België ongeveer 80 soorten in 12 genera voorkomen; wereldwijd worden er 2297 soorten in 112 genera onderscheiden. De beruchte zwarte weduwe (Latrodectus mactans) behoort tot deze familie.

## Kenmerken
De Nederlandse naam slaat op het bij de meeste soorten opvallend ronde achterlijf. Ze dragen een kam van getande borstelharen aan de achterpoten. De lichaamslengte varieert van 0,2 tot 1,5 cm.

## Beet
De vrouwtjes van sommige soorten hebben een giftige beet. Enkele soorten, zoals de bovengenoemde zwarte weduwe, kunnen met hun beet door het neurotoxine een ernstig ziektebeeld veroorzaken (latrodectisme), dat in zeer uitzonderlijke gevallen fataal kan verlopen (enkele gevallen in vier decennia bekend). In Nederland komen dergelijke soorten geleidelijk aan steeds meer voor. De spinnen zijn schuw en bijten alleen als ze in het nauw komen.

## Voortplanting
Ze leggen zo'n 1000 eieren per jaar in ronde, zijden eizakjes, die worden bewaakt door het vrouwtje.

## Webbouw
Het zijn entelegyne (vrouwtjes hebben een epigyne), kleefdraden makende spinnen die in de ruimte gesponnen (niet-platte) webben maken. Het web is losjes en op het oog slordig geconstrueerd; de draden hebben lijmdruppeltjes aan de uiteinden en raken daar ook makkelijk los waarbij ze met de druppeltjes de prooi pakken en deze hulpeloos laten bungelen.

## Geslachten
De volgende soorten zijn bij het geslacht ingedeeld: 
- Achaearanea Strand, 1929
- Achaearyopa Barrion & Litsinger, 1995
- Achaeridion Wunderlich, 2008
- Allothymoites Ono, 2007
- Ameridion Wunderlich, 1995
- Anatea Berland, 1927
- Anatolidion Wunderlich, 2008
- Anelosimus Simon, 1891
- Argyrodella Saaristo, 2006
- Argyrodes Simon, 1864
- Ariamnes Thorell, 1869
- Asagena Sundevall, 1833
- Asygyna Agnarsson, 2006
- Audifia Keyserling, 1884
- Bardala Saaristo, 2006
- Borneoridion Deeleman & Wunderlich, 2011
- Brunepisinus Yoshida & Koh, 2011
- Cabello Levi, 1964
- Cameronidion Wunderlich, 2011
- Campanicola Yoshida, 2015
- Canalidion Wunderlich, 2008
- Carniella Thaler & Steinberger, 1988
- Cephalobares O. Pickard-Cambridge, 1871
- Cerocida Simon, 1894
- Chikunia Yoshida, 2009
- Chorizopella Lawrence, 1947
- Chrosiothes Simon, 1894
- Chrysso O. Pickard-Cambridge, 1882
- Coleosoma O. Pickard-Cambridge, 1882
- Coscinida Simon, 1895
- Craspedisia Simon, 1894
- Crustulina Menge, 1868
- Cryptachaea Archer, 1946
- Cyllognatha L. Koch, 1872
- Deelemanella Yoshida, 2003
- Dipoena Thorell, 1869
- Dipoenata Wunderlich, 1988
- Dipoenura Simon, 1909
- Echinotheridion Levi, 1963
- Emertonella Bryant, 1945
- Enoplognatha Pavesi, 1880
- Episinus Walckenaer, 1809
- Euryopis Menge, 1868
- Eurypoena Wunderlich, 1992
- Exalbidion Wunderlich, 1995
- Faiditus Keyserling, 1884
- Glebych Eskov & Marusik, 2021
- Gmogala Keyserling, 1890
- Grancanaridion Wunderlich, 2011
- Guaraniella Baert, 1984
- Gushangzao Lin & Li, 2024
- Gyro Lin & Li, 2024
- Hadrotarsus Thorell, 1881
- Helenidion Sherwood, Marusik, Fowler, Stevens & Joshua, 2024
- Helvibis Keyserling, 1884
- Helvidia Thorell, 1890
- Hentziectypus Archer, 1946
- Heterotheridion Wunderlich, 2008
- Hetschkia Keyserling, 1886
- Histagonia Simon, 1895
- Icona Forster, 1955
- Jamaitidion Wunderlich, 1995
- Janula Strand, 1932
- Keijiella Yoshida, 2016
- Knoflachia Marusik & Eskov, 2024
- Kochiura Archer, 1950
- Landoppo Barrion & Litsinger, 1995
- Lasaeola Simon, 1881
- Latrodectus Walckenaer, 1805
- Macaridion Wunderlich, 1992
- Magnopholcomma Wunderlich, 2008
- Meotipa Simon, 1895
- Molione Thorell, 1893
- Moneta O. Pickard-Cambridge, 1871
- Montanidion Wunderlich, 2011
- Nanume Saaristo, 2006
- Neopisinus Marques, Buckup & Rodrigues, 2011
- Neospintharus Exline, 1950
- Neottiura Menge, 1868
- Nesopholcomma Ono, 2010
- Nesticodes Archer, 1950
- Nihonhimea Yoshida, 2016
- Nipponidion Yoshida, 2001
- Nojimaia Yoshida, 2009
- Ohlertidion Wunderlich, 2008
- Okumaella Yoshida, 2009
- Paidiscura Archer, 1950
- Parasteatoda Archer, 1946
- Paratheridula Levi, 1957
- Pholcomma Thorell, 1869
- Phoroncidia Westwood, 1835
- Phycosoma O. Pickard-Cambridge, 1880
- Phylloneta Archer, 1950
- Platnickina Koçak & Kemal, 2008
- Proboscidula Miller, 1970
- Propostira Simon, 1894
- Pycnoepisinus Wunderlich, 2008
- Rhinocosmetus Vanuytven, Jocqué & Deeleman-Reinhold, 2024
- Rhinoliparus Vanuytven, Jocqué & Deeleman-Reinhold, 2024
- Rhomphaea L. Koch, 1872
- Robertus O. Pickard-Cambridge, 1879
- Ruborridion Wunderlich, 2011
- Rugathodes Archer, 1950
- Sardinidion Wunderlich, 1995
- Selkirkiella Berland, 1924
- Sesato Saaristo, 2006
- Seycellesa Koçak & Kemal, 2008
- Simitidion Wunderlich, 1992
- Spheropistha Yaginuma, 1957
- Spinembolia Saaristo, 2006
- Spintharus Hentz, 1850
- Steatoda Sundevall, 1833
- Stemmops O. Pickard-Cambridge, 1894
- Stoda Saaristo, 2006
- Styposis Simon, 1894
- Takayus Yoshida, 2001
- Tamanidion Wunderlich, 2011
- Theonoe Simon, 1881
- Theridion Walckenaer, 1805
- Theridula Emerton, 1882
- Thwaitesia O. Pickard-Cambridge, 1881
- Thymoites Keyserling, 1884
- Tidarren Chamberlin & Ivie, 1934
- Tomoxena Simon, 1895
- Trust Sherwood, Marusik, Wilkins, P. Ashmole & M. Ashmole, 2024
- Wamba O. Pickard-Cambridge, 1896
- Wirada Keyserling, 1886
- Yaginumena Yoshida, 2002
- Yoroa Baert, 1984
- Yunohamella Yoshida, 2007
- Zercidium Benoit, 1977

## In Nederland waargenomen soorten
- Genus: Anelosimus
  - Anelosimus vittatus – Slanke kogelspin
- Genus: Asagena
  - Asagena phalerata – Heidesteatoda
- Genus: Chrysso
  - Chrysso spiniventris
- Genus: Coleosoma
  - Coleosoma floridanum
- Genus: Crustulina
  - Crustulina guttata – Gevlekt raspspinnetje
  - Crustulina sticta – Egaal raspspinnetje
- Genus: Cryptachaea
  - Cryptachaea blattea
  - Cryptachaea riparia – Bermkogelspin
- Genus: Dipoena
  - Dipoena erythropus – Roodpootgalgspin
  - Dipoena melanogaster – Gemarmerde galgspin
- Genus: Enoplognatha – Tandkaken
  - Enoplognatha caricis – Moerastandkaak
  - Enoplognatha latimana – Vergeten tandkaak
  - Enoplognatha mordax – Schorrentandkaak
  - Enoplognatha ovata – Gewone tandkaak
  - Enoplognatha thoracica – Bodemtandkaak
- Genus: Episinus
  - Episinus angulatus – Gewone kabelspin
  - Episinus truncatus – Egale kabelspin
- Genus: Euryopis
  - Euryopis flavomaculata – Geelvlekjachtkogelspin
- Genus: Lasaeola
  - Lasaeola coracina – Witvoetgalgspin
  - Lasaeola prona – Neusgalgspin
  - Lasaeola tristis – Zwarte galgspin
- Genus: Latrodectus – Zwarte weduwen
  - Latrodectus geometricus – Bruine weduwe
  - Latrodectus hasselti – Roodrugspin
  - Latrodectus hesperus – Westelijke zwarte weduwe
  - Latrodectus mactans – Oostelijke zwarte weduwe
- Genus: Neottiura
  - Neottiura bimaculata – Witbandkogelspin
- Genus: Paidiscura
  - Paidiscura pallens – Kleine boskogelspin
- Genus: Parasteatoda
  - Parasteatoda lunata – Prachtkogelspin
  - Parasteatoda simulans – Valse broeikasspin
  - Parasteatoda tabulata
  - Parasteatoda tepidariorum – Broeikasspin
- Genus: Pholcomma
  - Pholcomma gibbum – Pantserkogelspin
- Genus: Phycosoma
  - Phycosoma inornatum – Zijden galgspin
- Genus: Phylloneta
  - Phylloneta impressa – Grote wigwamspin
  - Phylloneta sisyphia – Kleine wigwamspin
- Genus: Platnickina
  - Platnickina tincta – Zwartringkogelspin
- Genus: Robertus
  - Robertus arundineti – Moerasmolspin
  - Robertus lividus – Bosmolspin
  - Robertus neglectus – Vergeten molspin
  - Robertus scoticus – Noordse molspin
- Genus: Rugathodes
  - Rugathodes instabilis – Moeraskogelspin
- Genus: Sardinidion
  - Sardinidion blackwalli – Stalkogelspin
- Genus: Simitidion
  - Simitidion simile – Witvlekheidekogelspin
- Genus: Steatoda
  - Steatoda albomaculata – Gevlekte steatoda
  - Steatoda bipunctata – Koffieboonspin
  - Steatoda castanea – Schorssteatoda
  - Steatoda grossa – Grote steatoda
  - Steatoda nobilis
  - Steatoda triangulosa – Huissteatoda
- Genus: Theonoe
  - Theonoe minutissima – Kleinste kogelspin
- Genus: Theridion
  - Theridion asopi – Kierkogelspin
  - Theridion familiare – Rechthoekkogelspin
  - Theridion hannoniae – Rotskogelspin
  - Theridion hemerobium – Rietkogelspin
  - Theridion melanurum – Huiskogelspin
  - Theridion mystaceum – Donkere kogelspin
  - Theridion pictum – Rood visgraatje
  - Theridion pinastri – Dennenkogelspin
  - Theridion uhligi – Uhligs kogelspin
  - Theridion varians – Gewoon visgraatje